# Rufus H. King
Rufus H. King (* 20. Januar 1820 in Rensselaerville, New York; † 13. September 1890 in Catskill, New York) war ein US-amerikanischer Jurist und Politiker. Zwischen 1855 und 1857 vertrat er den Bundesstaat New York im US-Repräsentantenhaus.

## Werdegang
Rufus H. King wurde ungefähr fünf Jahre nach dem Ende des Britisch-Amerikanischen Krieges in Rensselaerville im Albany County geboren. Er schloss seine Vorstudien ab und graduierte dann an der Wesleyan University in Lima. King studierte Jura. Seine Zulassung als Anwalt erhielt er 1843 und begann dann in Catskill zu praktizieren.
Bei den Kongresswahlen des Jahres 1854 für den 34. Kongress wurde King für die Opposition Party im elften Wahlbezirk von New York in das US-Repräsentantenhaus in Washington, D.C. gewählt, wo er am 4. März 1855 die Nachfolge von Theodoric R. Westbrook antrat. Da er auf eine erneute Kandidatur im Jahr 1856 verzichtete, schied er nach dem 3. März 1857 aus dem Kongress aus.
Nach seiner Kongresszeit ging er wieder seiner Tätigkeit als Anwalt nach. Bei den Präsidentschaftswahlen des Jahres 1860 trat er für die Republikanische Partei als Wahlmann (presidential elector) auf. Abraham Lincoln und Hannibal Hamlin gingen als Sieger aus dem Rennen. Zwischen 1865 und 1867 war er Präsident der Catskill National Bank. Nach dem Zusammenschluss der Bank mit der Tanners’ National Bank saß er im Verwaltungsrat (Board of Directors). Er nahm in den Jahren 1868 und 1880 als Delegierter an den Republican National Conventions teil. Am 13. September 1890 verstarb er in Catskill und wurde dann auf dem Village Cemetery beigesetzt.